# Festung Gadin
Die Festung Gadin in Jechiʿam, Israel, ist eine ab Mitte der 1730er Jahre neu überbaute Deutschordensburg aus den 1230er Jahren, deren Name als Burg Judin überliefert ist. Die Deutschritter entschieden sich für einen in den Kreuzfahrerstaaten einzigartigen Festungsbau mit zwei beherrschenden Türmen. Die Burg markierte einen Grenzpunkt der Seigneurie de Montfort, einer Herrschaft des Deutschen Ordens als Vasall des Königreichs Jerusalem, und eine wichtige Etappe auf dem Weg vom Deutschordenshaus Akkon zur Burg Montfort, dem chef-lieu der Seigneurie.
Die Wehranlage wurde im Zuge der Zerstörung des Königreichs ruiniert. Der autonomistische Regionalpotentat Ẓāhir al-ʿUmar (1690–1775) erneuerte sie zur Sicherung seiner Herrschaft. Mit deren Zerschlagung wurde die Burg wiederum 1775 zerstört. 
Im Bürgerkrieg im Mandatsgebiet 1948 stand die Festung Gadin im Zentrum der Belagerung von Jechiʿam. Die Festung, ein Symbol von Jechiʿams Standhaftigkeit im Krieg 1948, ist seit 1967 eine geschützte Anlage als Teil des Nationalparks Festung Jechiʿam.

## Namen
Festung Gadin (hebräisch מְצוּדַת גָּדִין Mətzūdat Gadīn) ist die konventionelle hebräische Bezeichnung der Burg, die auf die im 13. Jahrhundert überlieferte Namensform Iudin zurückgeht, die den semitischen Wortstamm mit den Radikalen «G-D-N» tradiert. Das konsonantisch ausgesprochene I im Anlaut soll den levantinischen Laut [ʒ] (Zeichen gemäß IPA) darstellen, der im Laufe der Entwicklung der Aussprache in manchen semitischen Sprachen aus dem [g] entstand, wie im Levantinischen Arabischen, weshalb die Umschrift der DMG dafür das Zeichen [ǧ] nutzt. Die konsequente Schreibung von Js für Is, die nicht vokalisch gesprochen werden, setzte sich erst im 16. Jahrhundert durch. Im vom Französischen geprägten Idiom der Kreuzfahrer wurde das Toponym auch Iudyn geschrieben, bzw. später in Drucken dann gemäß geänderter Schreibpraxis Judyn.
Wegen ihrer Rolle als Keimstätte Jechiʿams und ihrer Bedeutung in der abgewiesenen arabischen Belagerung von Jechiʿam (1948) erlangte die Bezeichnung Burg Jechiʿam (מִבְצַר יְחִיעָם Mivzar Jəchīʿam) in den letzten Dekaden Popularität. Die ältere Bezeichnung mit dem semitischen Wortstamm findet sich auf lateinisch Castellum Iudin wie auch in arabischen Namen wieder, nämlich arabisch قَلْعَة جِدِّيْن, DMG Qalʿat Ǧiddīn ‚Burg Ǧiddīn‘, das neben خِرْبَة جِدِّيْن, DMG Ḫirbat Ǧiddīn ‚Ruine Ǧiddīn‘ steht, da die 1775 zerstörte Burg seither Ruine ist.

## Lage
Die Festung Gadin liegt Luftlinie etwa zehn, aber als Fahrtweg um 18 Kilometer östlich von Naharija, dem nächsten Mittelzentrum. Die Festung liegt im Ortskern Jechiʿams auf einem felsigen Bergrücken von 404 Metern Höhe im Übergang Obergaliläas in die westgaliläische Küstenebene, oder Küstenebene des historischen Phönikiens. Obergaliläa fällt nach Westen zur Küstenebene hin ab und franst in einzelne vorgeschobene Berge von über 300 Metern Höhe über Normalnull aus, zwischen denen Flüsse ihre Täler in die Landschaft eingegraben haben. Südlich fällt der Burgberg steil ab zum Nachal Jechiʿam dessen Wadi hier, das Wadi Ǧiddīn, die Schmurat Nachal Jechiʿam, ein Naturreservat, bildet.

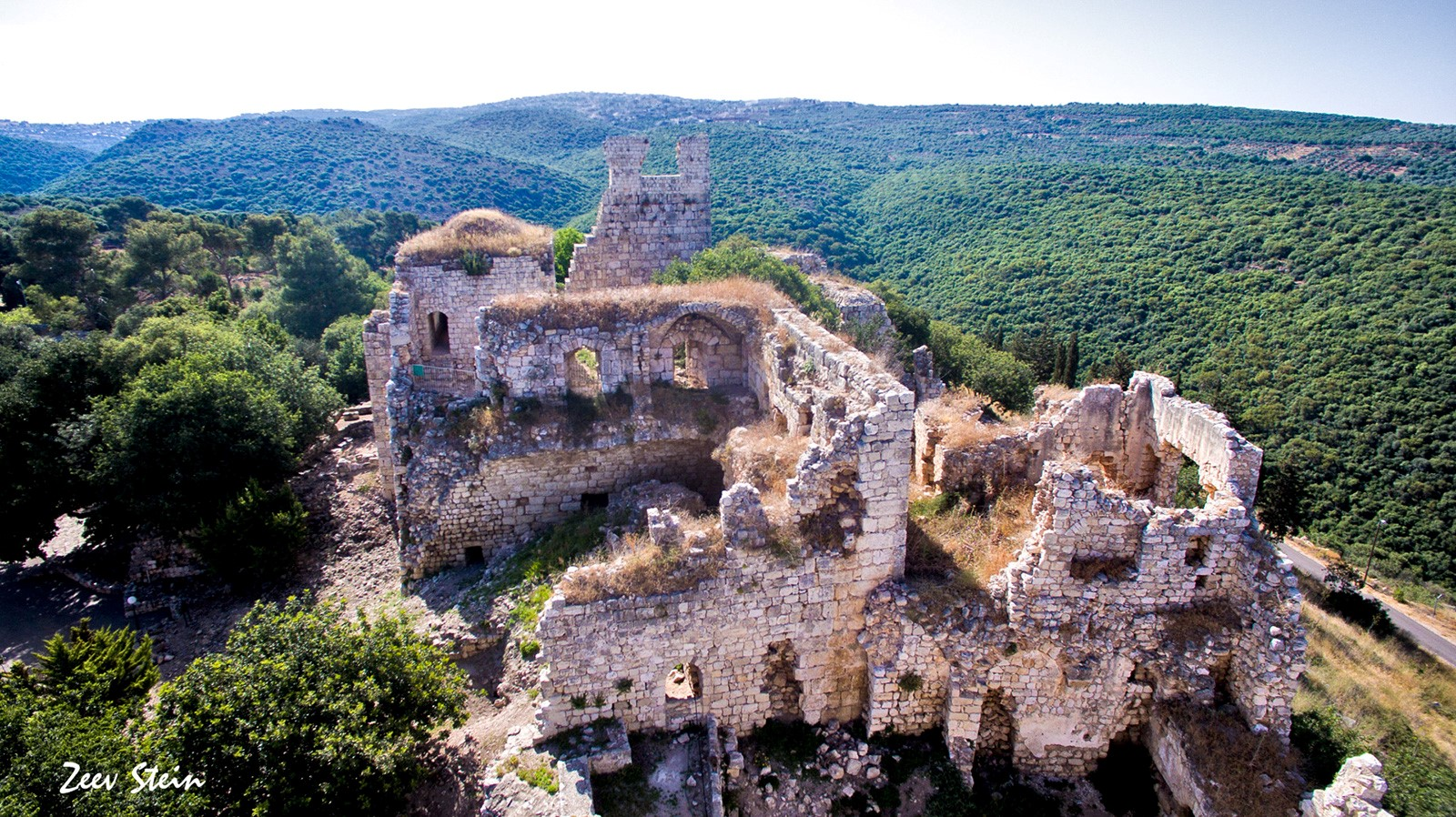
Blick südostwärts übers Wadi Ǧiddīn, worin über dessen Nordufer der Abschnitt Amqa–Miʿilya des Heerwegs Akko–Toron verläuft, zum gegenüberliegenden Höhenzug Reches Janoach (2021)

Nach Norden breitet sich der Burgberg als sanft abfallender Hang bis hin zum nächsten Fluss weiter nördlich aus, dem Nachal Oschrat (Wadi al-Racham). Der Ort Jechiʿam bedeckt von Nordwesten bis Nordosten den Hang zu Füßen des Burgbergs. Die historische Verbindung der Kreuzfahrer-Heerweg Akko–Toron via Amqa und Miʿilya folgt ab Jechiʿam als nicht dem allgemeinen motorisierten Verkehr geöffneter Waldweg oberhalb des Nordufers dem Wadi Ǧiddīn via die westlichen Ausläufer Kfar Vradims und Tarschicha und erreicht nach etwa 6,5 Kilometern Miʿilya, Zentrum der einstigen Seigneurie de Monfort nahe der namengebenden Deutschordensburg Montfort.

## Geschichte
Die Festung Gadin entstand wohl in den 1230er Jahren als befestigter Grenzpunkt der Seigneurie de Montfort, eine Herrschaft des Deutschen Ordens als Vasall des Königreichs Jerusalem, den Walther Hubatsch 1966 als Deutschordensstaat im Heiligen Lande charakterisiert. Zugleich bildete die Burg eine wichtige Etappe auf dem 16 km langen Abschnitt Akko–Amqa–Miʿilya des Heerwegs Akko–Toron zwischen der neuen Burg Montfort, dem chef-lieu der Seigneurie de Montfort, via Amqa zum Deutschordenshaus, Handelsstützpunkt und Exportlager für Agrarprodukte der Deutsch-Ordens-Güter in Akkon, damals Hauptstadt des Königreichs Jerusalem. Nach Bau Montforts 1226–1229 hatte der Orden den chef-lieu dahin verlegt, nachdem er sich seit dem 12. Jahrhundert im Castellum Regis in Miʿilya befunden hatte.:53:265seqq.

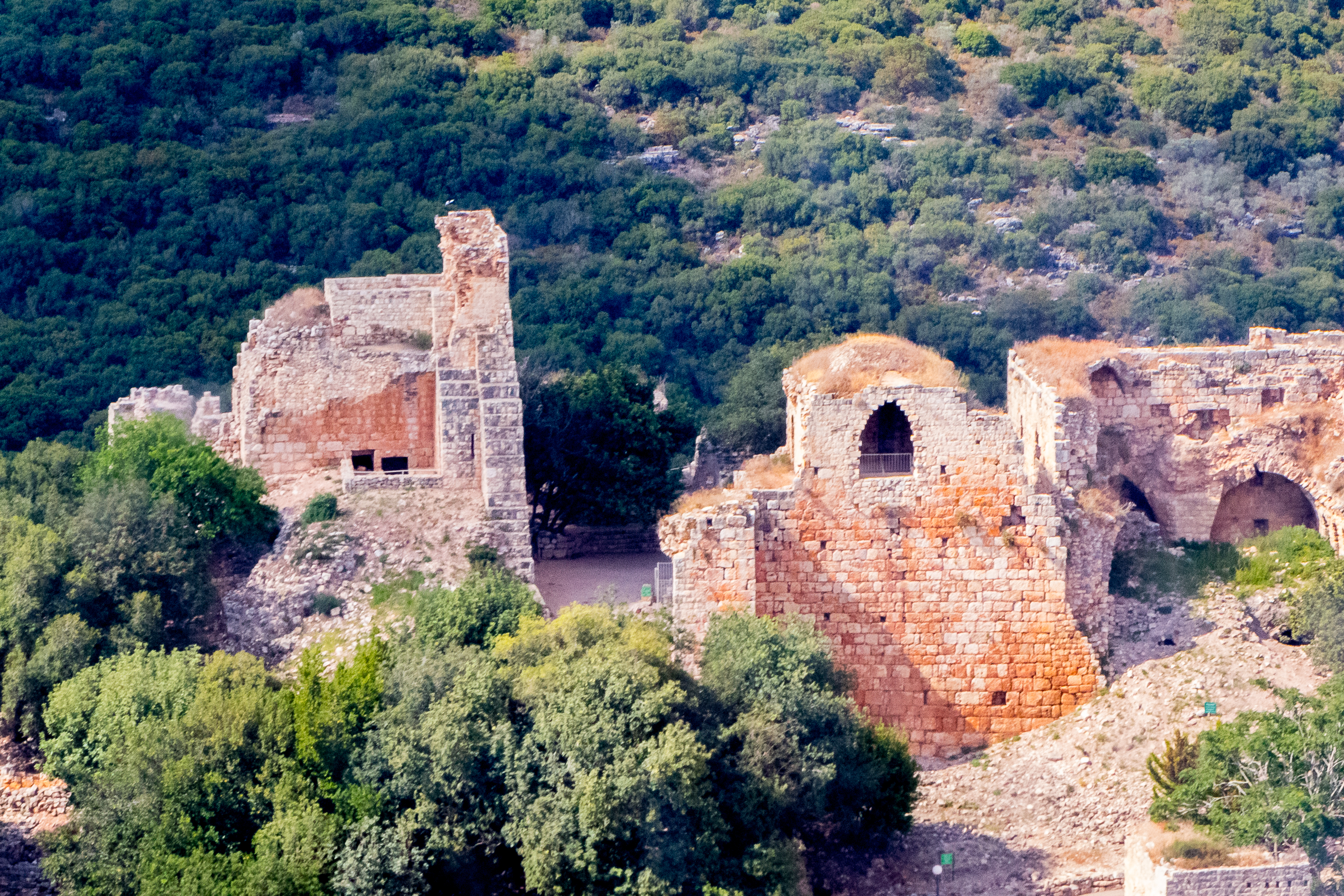
Luftbild von Norden auf die Ruinen der beiden mittelalterlichen prägenden quadratischen Türme A und B (v. l. n. r.) und einem späteren Bau dazwischen, 2017

Die Festung Gadin findet, soweit bekannt, keine Erwähnung im 12. Jahrhundert, nicht in den Urkunden des Deutschen Ordens vor allem in Berlin, nicht in Listen der Kreuzfahrer und der Ayyubiden derjeniger Burgen, die sie nach der Schlacht bei Hattin 1187 verloren bzw. einnahmen, weshalb Rafaʾel Frankel 1988 schloss,:passim dass der Deutsche Orden die Burg Judin in den 1230er Jahren überhaupt erst errichten ließ. Das passt dazu, dass er im westlichen Obergaliläa einen riesigen Bestand an Landgütern aufgebaut hatte, größtenteils durch Aufkauf von Lehen weltlicher Lehnsnehmer.
Der bedeutendste Einzelblock an Gütern aus einer Hand war die Seigneurie de Chastiau de Roi (1160 entstanden für Graf Joscelin III., Thronprätendent der 1144 bis 1149 an Seldschuken gefallenen Grafschaft Edessa, daher auch Seigneurie de Joscelin genannt). Der Gatte von Joscelins Erbtochter Beatrix von Courtenay, der Minnesänger und Kreuzfahrer Otto von Botenlauben (auch Graf von Henneberg), verkaufte im Mai 1220 per iure uxoris elf Orte der Seigneurie de Joscelin für 7.000 Mark Silber an den Deutschen Orden. Zwischen 1220 und 1243 arrondierte der Deutsche Orden die einstige Seigneurie de Joscelin durch Zukauf weiterer privater Besitzungen in der Umgebung zur Seigneurie de Montfort, und zählte schließlich 37 Dörfer, die zur Seigneurie gehörten, kein unabhängiger Ordensstaat, sondern ein Territorium im Lehensverhältnis zu den Königen von Jerusalem mit dem Deutschen Orden als deren Vasall.
Die älteste erhaltene schriftliche Erwähnung der Festung Gadin stammt von 1283, nur acht Jahre vor Untergang des Königreichs Jerusalem, aus der Feder des Dominikaners Burchardus de Monte Sion, ein Pilger wohl aus dem Magdeburgischen, und lautet: „… vier Leugen von Akko entfernt, in den Bergen von Saron, liegt eine Burg namens Iudin, die dem Deutschen Orden gehörte, jetzt aber zerstört ist. Drei Leugen von dort entfernt liegt castellum regium …“ in Miʿilya. In gekürzter Form wiederholt um 1321 Marino Sanudo der Ältere diese Angaben, und an anderer Stelle beschreibt er einen Teil der Karte, die seinem Buch beiliegt, und vermerkt – die Flüsse Kesiv und Nachal Jechiʿam irrigerweise vermengend – „… das Wasser aus der Nähe von Castrum Regium mündet, nachdem es zwischen Montfort und Iudyn hindurchgeflossen ist, neben Casale Lamperti ins Meer.“
Dass die Herrschaft Judin zu den Gebieten gehörte, die Beatrix von Courtenay-Edessa (Henneberg) 1220 an den Deutschen Orden verkaufte, erschließt sich.:25 Denn als Teil der Seigneurie de Joscelin kaufte der Deutsche Orden 1220 schon das zwei Kilometer nördlich vom späteren Standort Judins gelegene Dorf Supheye (خِرْبَة شيفية, DMG Ḫirbat Šifaya; auch: Kh. esh-Shefeiyeh), das Joscelin III. seinerseits 1179 erworben hatte. Auch das Supheye und Judin benachbarte Jazun (heute Gaʿeton) hatte Joscelin III. 1182 für seine Seigneurie erworben. Es gibt daher allen Grund, Burchardus’ Aussage zu akzeptieren, dass die Burg dem Deutschen Orden gehörte.:136 Burg Judin bildete das Zentrum der feudalen Anwesen des Deutschen Orden in Mergelcolon (heute Maǧd al-Kurum), Janoach (heute zu Yanuh-Jatt), Kisra (heute zu Kisra-Kafr Sumiʿa) und Amqa.:108
Die Erkundungen der Festung Gadin und Vergleiche mit ähnlichen Burgen andernorts, wie sie sich im Rheinland finden,:161 erlauben zu mutmaßen, dass die Festung Gadin vielleicht mit 20 bis 30 Deutschrittern besetzt war, darunter ein Kastellan. Weiter gehörten zur Burgmannenschaft kämpfende Nichtritter und Turkopolen sowie zivile Dienstleute, darunter auch Frauen. Die Burg Montfort räumte der Deutsche Orden nach Belagerung im Juli 1271 unter freiem Abzug im Einvernehmen mit dem Mamluken Sultan Baibars I., obwohl ein Gros der Seigneurie bereits 1268 in die Hände der Mamluken übergegangen war.:54

### Herrschaft der Mamluken
Die Burg Judin wurde wohl 1268, aber bis spätestens 1271 auf Befehl Sultan Baibars I. zerstört. Die Burg Judin, fünf Kilometer südwestlich Miʿiliyas bzw. 5,6 km südlich Montforts – jeweils Luftlinie –, war wahrscheinlich in dem abgetretenen Gebiet enthalten, das König Hugo I. von Jerusalem (und als III. von Zypern) gemäß den Bedingungen des Vertrags dem Sultan Baibars I. zugestand, den beide am 21. April 1272 schlossen. Daher ist Burchardus’ Aussage zu akzeptieren, dass die Zerstörung der Burg höchstwahrscheinlich Baibars zuzuschreiben ist.:136 Die zerstörerische Eroberung durch die Mamluken setzte der Wirtschaft in den ehemaligen Kreuzfahrerstaaten ein Ende und die Subsistenzproduktion im Sultanat wie im folgenden Osmanischen Reich lieferte keine Impulse für eine wirtschaftliche Wiederbelebung der Levante. So lag die Festung Gadin als Ḫirbat Ǧiddīn seither in Trümmern, bis die Ruine ab den 1730er Jahren von einem osmanischen Steuerpächter teilweise wiederhergerichtet wurde.

### Osmanische Herrschaft ab 1516
Im Osmanisch-Mamlukischen Krieg (1516–1517) eroberte das Osmanische Reich die Levante mitsamt der Festung Gadin. Auch die Hohe Pforte setzte keine Änderungen der Wirtschaftsordnung durch, weshalb die Levante weiter ein Schatten ihrer einstigen Größe blieb. Scheich Ahmad Husain bin Chaliq (أحمد حسين بن خالق), der dem Walī von Sidon die Steuerpacht für die Nahiya Sahil ʿAkka (Akko-Ebene) abgekauft hatte, zu deren Gebiet die Burgruine zählte, schröpfte die Steuerpflichtigen dann derart, dass er sich die Burgruine bewohnbar ausbauen konnte.:25 Die geplagten Steuerpflichtigen der Nahiya appellierten an Ẓāhir al-ʿUmar (1690–1775), aufstrebender Potentat aus Tiberias, sie vom Joch Scheich Ahmad Husains zu befreien, worauf dieser den Wali Ibrahim Pasha al-ʿAẓm des  Eyâlets Sidon ersuchte, Ẓāhir al-ʿUmar präventiv schlagen zu dürfen. Ẓāhir al-ʿUmar hatte den Appell angenommen, holte die Zustimmung des Walis ein und rückte 1738 mit 1'500 Mann Truppen gegen Ahmad Husain vor, schlug ihn und gliederte dessen Steuerbezirk bis Abu Sinan und Tarschiha seinem Machtbereich ein.:32 Die Absicht des Walis, Lokalpotentaten sich gegenseitig im Kampf schwächen zu lassen, ging zu seinen Lasten aus, denn Ẓāhir al-ʿUmar verdrängte den Einfluss des osmanischen Sidon,:25 jener der Hohen Pforte war sowieso fern und wenig spürbar. 
Für seine Verbindlichkeit respektierten andere Kaufleute den beduinischen Kaufmann und Steuerpächter Ẓāhir al-ʿUmar und bäuerliche Landpächter der Region schätzten ihn für Rücksicht und Schutz vor Raubüberfällen und amtlicher Ausbeutung und Willkür, da er allgemeine Regeln aufstellte und durchsetzte, auf die sich die Einwohner verlassen konnten. Mit diesem ganzheitlichen Ansatz, nicht nur des Auspressens, sondern auch Gebens begann er mit Verhandlung und militärischem Geschick in Galiläa nach langer schierer Herrschaft eine Ordnung aufzubauen, in der Untertanen sich einrichten konnten. Geplagte Untertanen anderer Herren flüchteten gar in Ẓāhir al-ʿUmars Machtbereich.:32 Ẓāhir al-ʿUmar erhob sich zum autonomistischen Regionalpotentaten, geflissentlich dem osmanischen Fiskus den geforderten Anteil an den Steuern zahlend und offenen Konflikt mit der wenig präsenten Hohen Pforte meidend, sondern deren Anerkennung suchend.:46 Die ständig wachsende französische Nachfrage nach Baumwolle, trieb deren Weltmarktpreise hoch, wovon Ẓāhir al-ʿUmar die Bauern in seinem Machtbereich als Baumwollpflanzer durch einen steigenden Verkaufspreis profitieren ließ, nicht ohne seinen Anteil als Ausfuhrzoll einzustreichen.:112–119
Wie überall in seinem Einflussbereich befestigte Ẓāhir al-ʿUmar zerstörte Wehranlagen und reparierte entsprechend auch die Burgruine, jetzt Qalʿat Ǧiddīn (deutsch Burg Gadin) genannt, und umzog sie mit zwei neuen Mauerringen. Darin das verwinkelte Nordtor, gedeckt durch einen halbrunden Turm, das die best erhaltene Toranlage dieser Art in Israel darstellt. Die im Westen angefügten Ausbauten, womöglich schon vom vertriebenen vorigen Steuerpächter begonnen, boten einen gewissen Komfort, die Burg besetzte Ẓāhir al-ʿUmar mit seinem Sohn ʿAli. Der Burgherr hieß den italienischen Wissenschaftler und Entdeckungsreisenden Giovanni Mariti (1736–1806) auf der Burg 1761 willkommen. Mariti sah einfache Steinbauten vor der Burg, worin die Gefolgschaft des Burgherrn wohnte.
Nach gescheiterten Versuchen, den aus eigenem Willen und Können aufgestiegenen, unabhängigen Ẓāhir al-ʿUmar abzusetzen, fügte sich die Hohe Pforte 1768 schließlich ins Unvermeidliche und verlieh ihm den neu geschaffenen, seinen aus eigener Kraft errungenen Machtbereich spiegelnden Rang eines Scheich von Akko und ganz Galiläa.:36 Wachsende heimische Produktion und steigende globale Preise brachten den Beteiligten auf allen Ebenen mehr ein, bei gleichzeitigem Schutz vor Willkür und Raub, so dass Ẓāhir al-ʿUmars bislang dünn besiedeltes Herrschaftsgebiet eine Sogwirkung auf Migranten von außerhalb entwickelte.:118 Ẓāhir al-ʿUmar brachte im Kampf gegen oder in Verhandlung mit örtlichen Herren Schafa ʿAmr, Haifa, Sidon (1771) und 1773 sogar die Scharonebene bis Jaffa und nordwärts den Küstensaum bis Beirut unter seine Herrschaft, was einheimische Bauern dieser eingenommenen Landstriche meist wohlwollend hinnahmen.
Ẓāhir al-ʿUmar, der einem beim osmanischen Sultan Abdülhamid I. in Ungnade gefallenen Freund (ʿAlī Bey al-Kabīr) beistand, war ab 1771 so selbst Ziel osmanischer Intervention geworden, die 1775 mit seiner Erschießung auf der Flucht endete.:44seqq. Die Intervention leitete der osmanische Militär Ahmad ‹al-Cezzâr› Pascha, dem Gewalttätigkeit den Beinamen ‹der Schlächter› (الجزّار al-Ǧazzār) eingetragen hatte.:50 In seinem Feldzug, um das Herrschaftsgebiet Ẓāhir al-ʿUmars wieder unter unbedingte osmanische Botmäßigkeit zu bringen, eroberte und zerstörte er die Burgen im Gebiet, von denen einige mit Söhnen Ẓāhir al-ʿUmars besetzt waren. In seinem Kriegsbericht von 1776 an die Hohe Pforte listete Cezzâr Ahmed Pascha auch die Qalʿat Ǧiddīn als zerstört auf, also als Ḫirbat Ǧiddīn. Das System der allein ausbeuterischen Steuerpacht wurde wiederhergestellt, statt auf der Ḫirbat Ǧiddīn nahm der nächste Steuerpächter seinen Sitz in al-Bassa (Betzet).
Als neuen Scheich ernannte die Hohe Pforte Cezzâr Ahmed Pascha ab 1777 mit Titel eines Wālī von Sidon,:111 als der er 1779 aber seinen Sitz in Akko nahm.:180 Ihm fehlten wirtschaftlicher Sachverstand, freundschaftliche und als Bosniake familiäre Beziehungen in seinem Machtbereich und die Fähigkeit, seiner Macht widerstreitende lokale und regionale Potentaten durch Zugeständnisse und Abkommen für sich zu gewinnen.:121seqq. Stattdessen setzte er auf Gewalt.:74 Diese Gewalt, überzogen und brutal und zudem oft die Falschen treffend, verschreckte und wiegelte Viele zum Widerstand auf, was wiederum Cezzâr Pascha überall angebliche Verschwörer vermuten und dann verfolgen ließ.:146
Daher unterhielt Cezzâr Pascha einen personalstarken Repressionsapparat aus teuren fremden Söldnern ohne Bindungen zu lokaler Bevölkerung.:159 Steigende Ausgaben erforderten höhere Steuerforderungen und -einnahmen, die z. B. ein neues obrigkeitliches Monopol im Getreidehandel einbringen sollte.:121 Die Zahl der Bauern sank, teils durch Flucht vor Repressalien oder vor Steuerexekution und schließlich in Folge Todes durch die Beulenpest 1786.:113 Akkoner und Galiläer wanderten ab und mehr und mehr Agrarflächen lagen brach.:121 Entsprechend sanken die Ernten, die Agrarexporte und die Einnahmen aus darauf erhobenen Zöllen, während die Unzufriedenheit in der verbliebenen Bevölkerung stieg.:83seqq.
Inzwischen stieg die US-Produktion von Baumwolle schneller als die ständig wachsende französische Baumwollnachfrage, was die bisherige Aufwärtsentwicklung der Preise gar umkehrte.:112–119 Cezzârs Versuch aber, französische Käufer 1790 an Direktkäufen bei Bauern zu hindern, womit sie seine Exportabgaben umgehen wollten, um nicht mehr als für US-Baumwolle zu zahlen, ließ die Kaufleute nach Beirut weiterziehen.:114 Cezzâr Paschas (um 1722–1804) Nachfolger drängte die Bauern, auf Getreide umzustellen, das die durch Kontinentalsperre vom preußischen und polnischen Getreide abgeschnittene britische Nachfrage zu fast jedem Preis abnahm.:124
Nachdem aber preußisches Getreide ab 1814 wieder nach Britannien gelangte, fielen Importe dieser Art aus Galiläa dramatisch ab, woraufhin die Bauern wieder auf Baumwolle umstellten, die sie exportierten.:125 Die 1820 zudem einsetzende Erholung der Getreideproduktion in Europa und Britisch Indiens Rückkehr als Baumwolllieferant in den Europahandel erzeugten einen Wettbewerb, in dem Galiläas Bauern nur durch Investitionen in höhere Produktivität, Produktionserneuerung und/oder Erschließung neuer Produkte hätten mithalten können.
Die lokalen Herren suchten sinkenden Exportzolleinnahmen in Folge fallender galiläischer Exporte zu wehren, indem sie Abgabenerhöhungen, willkürliche Enteignungen und Zwang durch Staatsmonopole bei bestimmten Exportartikeln und unerlässlichen Verbrauchsgütern einführten.:93 Im Vergleich zu akkonischen Potentaten erwiesen sich osmanische Statthalter in Beirut als sachverständiger, und der Levantehandel verlagerte sich dorthin. Während Beirut zum Paris des Orients aufstieg, fiel Akkos Einwohnerzahl von 25'000 um 1770 auf 2'000 zwischen 1820 und 1840 ab.:24 Im ländlichen Hinterland sah es nicht besser aus.

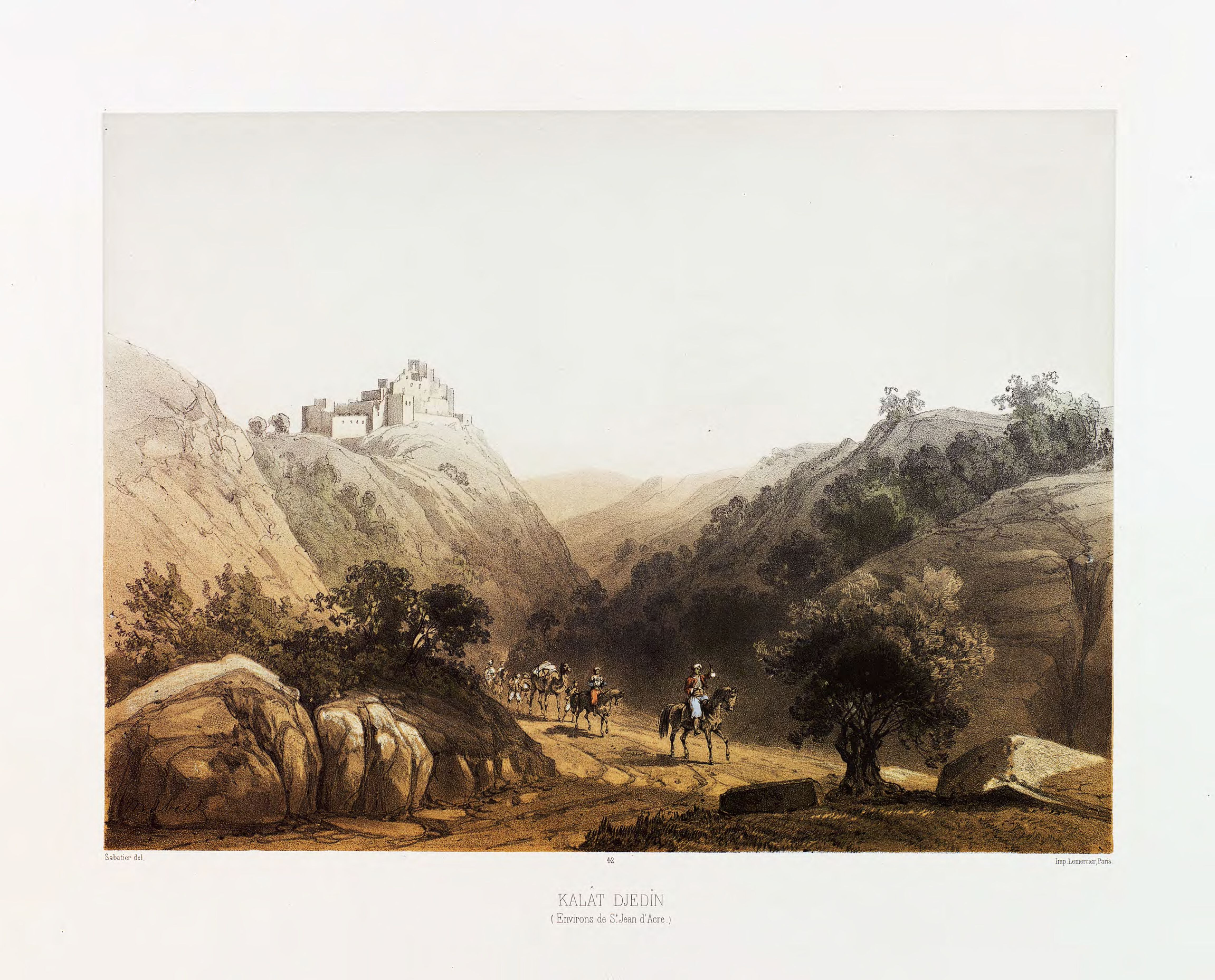
Abschnitt Akko–Amqa–Miʿilya des Heerwegs Akko–Toron hier im Wadi Ǧiddin unterhalb der Burg, 1857 von Charles van de Velde

Die aufgegebenen landwirtschaftlichen Flächen beweideten nun mit ihren Herden eingewanderte nomadisch lebende Beduinen, die periodisch in verlassenen Dörfern verweilten. Die Gegend um die Ḫirbat Ǧiddīn zwischen Wadi Ǧiddin und Nachal Oschrat am Übergang von Küstenebene zu Obergaliläa erhielt nach dem hier wandernden Beduinenstamm die Bezeichnung ʿArab al-Suweitāt.
Victor Guérin fand die Ruine mit ihren zwei prägenden Türmen,:23 Zisterne und osmanischen äußeren Mauern verlassen, stark verfallen und mit ihren Gärten überwuchert von Dorngestrüpp. Er beschreibt ferner, dass die unteren Partien der Bauten in großen, regelmäßigen Quadern gemauert waren und oben spätere Reparaturen in kleineren Steinen aufwiesen. Eine Handvoll Baulichkeiten entstanden an der Burgruine, die Beduinen angelegentlich wiederkehrender nomadischer Aufenthalte nutzten.:164

### Seit 1918
Im Ersten Weltkrieg, in dem das Osmanische Reich sich den Mittelmächten angeschlossen hatte, lagen die Kampfhandlungen bis September 1918 fern in der südlich benachbarten osmanischen Provinz Mutesarriflik Jerusalem. Doch auch an der Ḫirbat Ǧiddin, die zum ʿAkka Kaza (arabisch قضاء عكّا, DMG Qaḍāʾ ʿAkkā ‚Qadi-Bezirk Akko‘) gehörte, einem Verwaltungsgebiet in der libanonzentrierten osmanische Provinz Vilâyet Beirut, waren die Folgen des Krieges zu spüren. Männer wurden für den Kriegsdienst in der Osmanischen Armee gezogen, Lebensmittel und Zugtiere der Beduinen requiriert, teils entschädigt durch die per Notenpresse inflationierte osmanische Währung. Bis 1916 waren osmanische Banknoten  auf ¼, später auf ⅙, ihrer Vorkriegsparität zur Mark (ℳ) gefallen, die ja ihrerseits gleichzeitig ebenfalls durch die Notenpresse dramatisch an Kaufkraft verloren hatte. Im Handel nahmen die Leute schon im März 1916 nur noch Kurantmünzen zum Nennwert an, andere Zahlungsmittel mit Abschlägen, schließlich verweigerten Verkäufer gänzlich osmanische Banknoten anzunehmen, so dass sie den Nomaden nichts mehr einbrachten. Die Menschen hatten mit Mangel und Hunger zu kämpfen, wenn auch nicht politisch extra verschärft wie die Hungersnot im nahen Libanongebirge.
Die britische Egyptian Expeditionary Force eroberte auf Seiten der Triple Entente unterstützt von Militär aus Australien, Britisch-Indien und Neuseeland ab September 1918 das südliche von Bergen geprägte Vilâyet Beirut mit dem Libanongebirge und dessen südlicher Fortsetzung Galiläa, zu dem die Ḫirbat Ǧiddin gehörte. Die vorrückende Palästinafront vertrieb die unterlegenen Truppen der Mittelmächte (Osmanische Armee, deutsches Levante-Korps, Österreich-Ungarns Truppen in Palästina). Die Entente-Mächte Vereinigtes Königreich Großbritannien und Irland und Dritte Französische Republik zogen neue Grenzen in Nahost, teilten die bislang osmanisch beherrschten Gebiete Levante und Arabien untereinander auf (Sykes-Picot-Abkommen 1916), was beide Siegermächte dann 1918 als Occupied Enemy Territory Administrations East, North und South Realität werden ließen.
Galiläa, das im Osmanischen Reich jahrhundertelang zum Einflussbereich von Damaskus und dann Beirut gehörte, gliederten die Briten in jenen Jerusalems um, zunächst Occupied Enemy Territory Administration South (OETA South) genannt. Der Völkerbund gab diesem Gebiet dann erstmals in der Neuzeit die amtliche Bezeichnung Palästina, als er schließlich 1922 Großbritannien das Völkerbundsmandat für Palästina erteilte, der in der osmanischen Verwaltungsrealität kein Äquivalent hatte. Damit griff der Völkerbund den Namen der römischen Provinz Syria Palaestina (deutsch philistäisches Syrien) auf, den die siegreichen Römer nach Niederschlagung des jüdischen Bar-Kochba-Aufstandes gegen ihre Herrschaft in Judäa im Jahre 135 neu prägten, um ihre aufständische Provinz Iudaea und deren Namen als Herkunftsregion der Juden vergessen zu machen.
In christlichen Kreisen Europas und Amerikas war der von der römischen Neuschöpfung abgeleitete Begriff Palästina schon lange die Bezeichnung ihres Forschungsgegenstands, der Heimat Jesu, obwohl das anachronistisch war, denn der Jude Jesus lebte in Judäa, lange bevor die Römer den Landesnamen zu tilgen versuchten. Entsprechend dieser christlichen Tradition spricht die Militärhistoriographie von Palästinafront, obwohl es keine osmanische Verwaltungseinheit dieses Namens und dieser territorialen Fassung gab.
Die britische Militärverwaltung kümmerte sich schon soweit möglich um Altertümer, die Zivilverwaltung ab 1920 richtete das Department of Antiquities for Palestine, dessen Arbeit wie Sammlung an Archivalien und Artefakten die israelische Altertümerbehörde Raschut haʿAttiqot fortpflegt. Ernest William Gurney Masterman erkundete die Ḫirbat Ǧiddin 1919 für seinen Bericht über Deutschordensburgen.
Im Großen Arabischen Aufstand (1936–1939), seinerzeit größter Aufstand gegen eine britische Kolonialverwaltung, erhoben sich arabische Nationalisten mit tödlichen Gewaltakten gegen tatsächliche und vermeintliche, zivile wie militärangehörige Vertreter der britischen Mandatsmacht, und gegen die Minderheit jüdischer Palästinenser, im Versuch beide Gruppen loszuwerden. Aufständische Paramilitärs richteten ein Gefängnis und eine Richtsstätte in der Burgruine ein, wo arabische Palästinenser, denen Verrat an der Sache des Aufstands unterstellt wurde, in Selbstjustiz ermordet wurden.

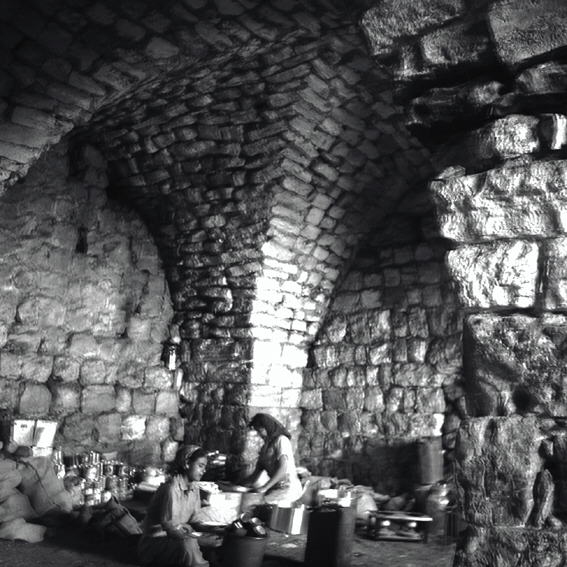
Küche in der Festung Gadin, 1946

Im Jahre 1936 verkaufte der arabische Eigentümer der Burgruine mit 3.349 metrischen Dunam angrenzendem Boden an den Jüdischen Nationalfonds. Cedric Norman Johns und Naʿim Makhouly dokumentierten für das Department of Antiquities die Burgruine im April/Mai 1941. Der Fonds überließ die Ruine der Festung Gadin und das Gelände 1946 der Gründergruppe HaSela der Bewegung HaSchomer haZaʿir. Sie gründeten in der Ḫirbat Ǧiddin den Kibbuz Jechiʿam und erste Mitglieder bezogen im November 1946 als Pioniere die Burgruine, wechselten aber bald in Zelte, da viele durch Insektenbisse in der Festung Gadin an übertragenen Infektionen erkrankten.
Nachdem die Briten der vielen Todesopfer durch antibritischen Terror und Kosten ihres Mandatsauftrags zur Verwaltung Palästinas überdrüssig diesen an die UNO, als Nachfolgerin des Völkerbundes, zurückgaben, fasste diese Beschlüsse für die Zukunft des Landes. Gemäß den Völkerbundsbestimmungen von 1922 für das Völkerbundsmandat für Palästina war die jüdische Heimstatt zu fördern und zu wahren, wie die Rechte der arabischen Nichtjuden im Lande, doch angesichts der Gewalt zwischen den Volksgrupppen sah die UNO die jüdische Heimstatt in einem binationalen Palästina eben eher nicht gesichert.
Darauf fasste am 29. November 1947 die Mehrheit der Mitgliedsstaaten der UNO den Beschluss, das Mandatsgebiet im Mai 1948 zu teilen und schlug einen Teilungsplan vor, in einen Staat für Juden und einen für nichtjüdische Araber. In der vorgeschlagenen Teilung verpflichtete die UNO niemanden umzuziehen, jüdische Palästinenser, deren Wohnorte im arabischen Staat zu liegen kamen, sollten als Bürger gleiche Rechte wie arabische Palästinenser haben, wie umgekehrt arabische Palästinenser im jüdischen Staat mit jüdischen Palästinensern gleichberechtigt sein würden. Obergaliläa mit Jechiʿam sollte gemäß vorgeschlagenem UN-Teilungsplan Teil des nichtjüdisch-arabischen Staates sein. Die benachbarten Staaten – sämtlich Mitglieder der Arabischen Liga – wollten sich nicht auf eine Teilung verständigen – auch keine vom UN-Plan abweichende mit der Gegenseite verhandeln –, sondern kündigten die Invasionen ihrer Streitkräfte an. 
Im Vorlauf dieser angekündigten Invasionen mühten sich die nationalen Bewegungen im Lande – antizionistische überwiegend nichtjüdische einerseits und andererseits zionistische überwiegend jüdische Palästinenser – darum, auch mit Gewalt Positionen und Posten einzunehmen bzw. zu halten, die im bevorstehenden Krieg strategisch wichtig erschienen, was sich zum Bürgerkrieg zwischen arabischen und jüdischen Palästinensern (Dezember 1947─Mai 1948) auswuchs. Während die britische Mandatsmacht sich weiter mühte, mittellose und gezeichnete Überlebende der deutschen Schoah in Europa an der Einreise nach Palästina zu hindern, überschritten bewaffnete ausländische arabische Gruppen die Landgrenzen. Die Arabische Liga hatte die Arabische Befreiungsarmee aufgestellt, die ab Ende 1947 ins Mandatsgebiet einsickerte, um im Bürgerkrieg bewaffnete und zivile Angehörige der britischen Mandatsmacht und jüdische Palästinenser zu attackieren.:90

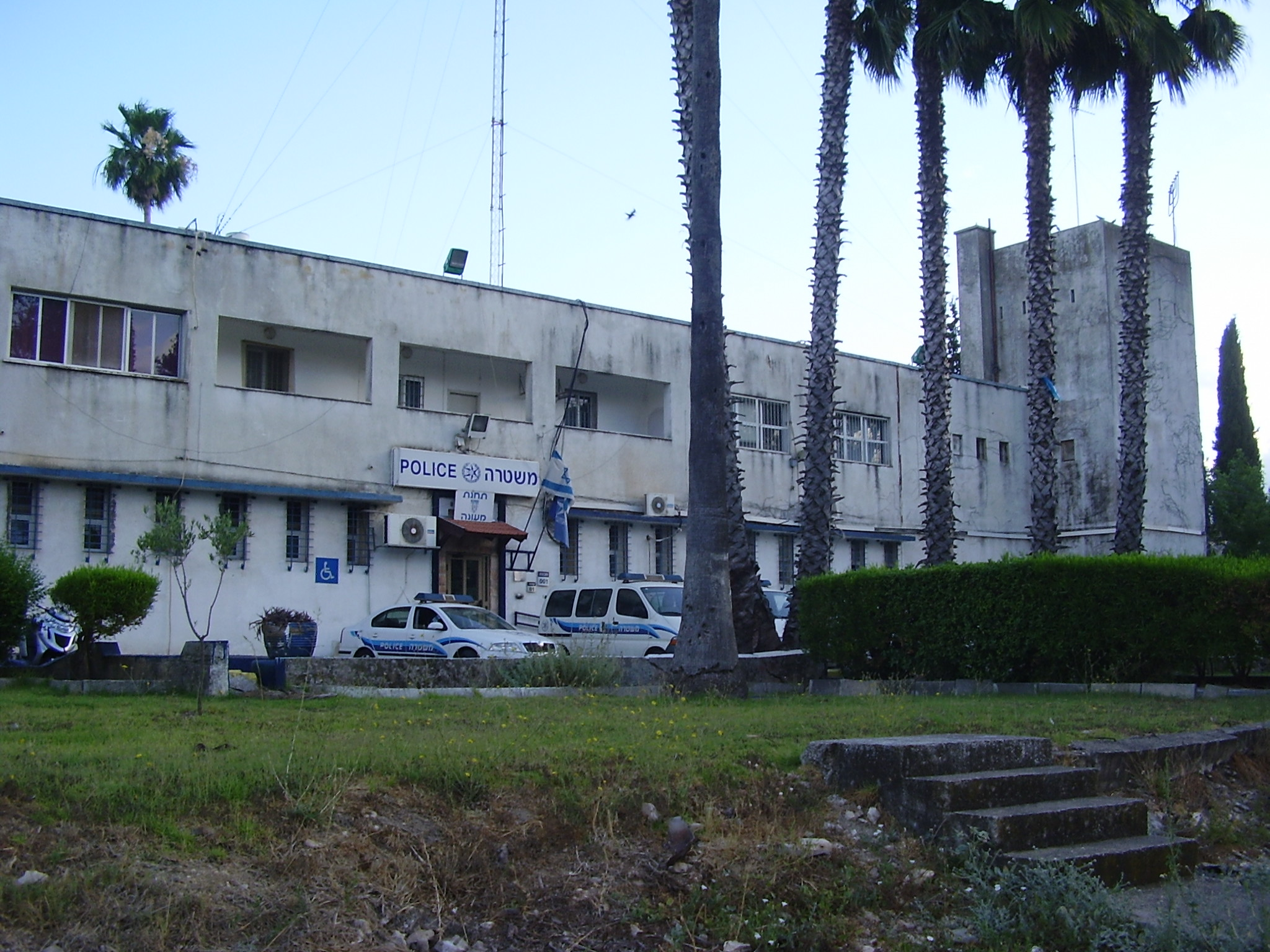
Tegart-Fort Tarschiha, heute Polizeiwache Meʿona, 2010

Im Frühjahr 1948 räumten die Briten das Tegart-Fort Tarschiha im Rahmen des Abzugs aus dem Lande, in der Peripherie beginnend. Die Arabische Befreiungsarmee bezog die befestigte Polizeistation. Der in Tarschiha stationierte Fawzi Raschid (فوزي رشيد) gewann einheimische Araber dafür, sich in Milizen organisiert dem Bürgerkrieg anzuschließen und bedrohte Unschlüssige und Friedenswillige. Aus Miʿilya führte Shukri Shoufani die Dorfmiliz ins Feld.
Jechiʿam geriet in Frontstellung durch seine exponierte Lage zwischen arabisch bewohnten Orten in seiner Umgebung. Zu den etwa 60 Kibbuznikim in Jechiʿam stieß im Dezember 1947, nach Beginn des Bürgerkrieges im Mandatsgebiet, ein Palmach-Ausbildungszug (je zur Hälfte Frauen und Männer). Im Januar 1948 entsandte die Hagannah zudem einen Zug des 21. Bataillons der Levanoni-Brigade. Der Chejl haMischmar (חֵיל הַמִּשְׁמָר ‚Wachtkorps‘; Akronym Chi"M) der Hagannah entsandte ferner zehn seiner Soldaten zur Unterstützung in den Kibbuz. In der Anfangsphase des Bürgerkrieges war der Kibbuz vor allem in Bedrängnis, weil ausgehend von dem arabischen Dorf al-Kabri am Wegesrand dessen Dorfmilizionäre mit eingesickerten ausländischen Kämpfern der Arabischen Befreiungsarmee und unterstützt von Dorfmilizen anderer arabischer Dörfer auf der historischen Landstraße Damaskus–Akkon (heute als Kvisch  klassifiziert) allen Verkehr von und nach Jechiʿam blockierten.

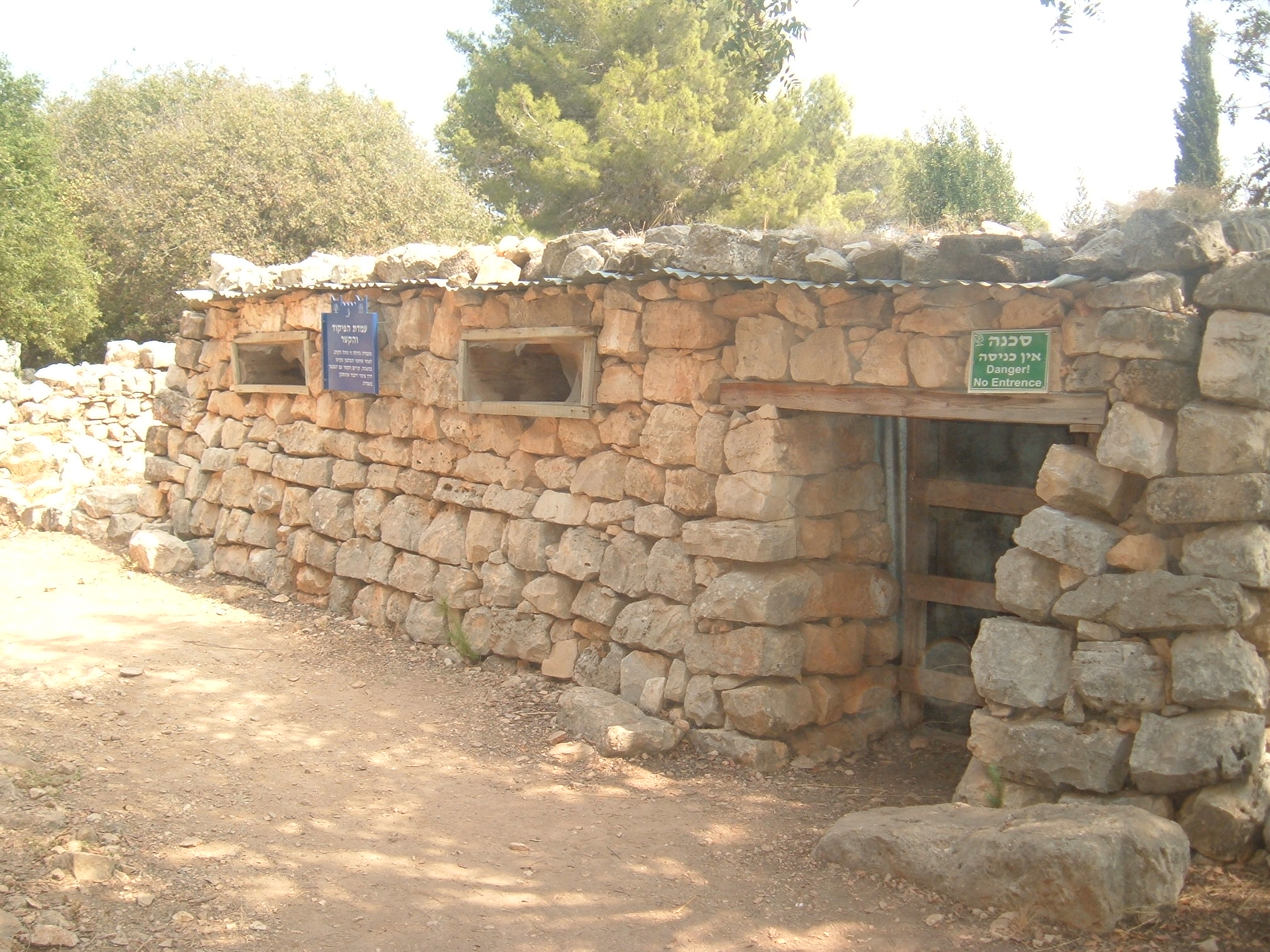
Ehemalige Unterstände aus der Zeit der Belagerung Jechiʿams, 2007

Am 20. Januar 1948 eröffnete unter dem Kommando Adib asch-Schischaklis, später Syriens Präsident, die 2. Jarmuk-Brigade der Arabischen Befreiungsarmee mit drei Kompanien, denen sich einheimische arabische Dorfmilizionäre angeschlossen hatten, um 250 Personen, den Angriff auf den Kibbuz.:31 Die Kibbuznikim und ihre inzwischen hinzugetretenen Helfer verschanzten sich in der Ruine der Festung Gadin. Nach Beginn der Kämpfe wurden nachts schleichend zwölf Bauleute der Firma Solel Boneh in den Kibbuz gesandt, um durch Schanzarbeiten wie an Schützengräben die Burgruine zu befestigen und Unterstände zu errichten.:40 Dieser Angriff und folgende wurden abgeschlagen, jedoch blieb der Kibbuz von Januar bis Mitte Mai 1948 belagert.
Im Rahmen der militärischen Operation Ben-ʿAmmi (13.–20. Mai 1948; benannt nach dem im März getöteten Kommandeur Paechter) nahm die Hagannah Akko (17. Mai) ein und weite Teile der umgebenden Küstenebene, zuletzt al-Kabri,:31 von wo der berüchtigte Überfall auf den Jechiʿam-Konvoi im März ausging und dessen Eroberung als so genanntes al-Kabri-Massaker in die Geschichte einging. Damit war Jechiʿams Entsatz erlangt. Dennoch blieb seine Lage als Frontort und auf den Straßen dorthin weiter unter Feindbeschuss prekär, bis im Zuge der Operation Chiram im Oktober Israel auch Obergaliläa mit Tarschicha eingenommen hatte.
Nach den Waffenstillstandsabkommen von 1949 besorgte 1950 die israelische Behörde der Natur und Gärten eine erste Sicherung und Beräumung der Ruinen der Festung Gadin. Im Jahre 1967 wurde die Ruine der Festung Gadin Teil des israelischen Nationalparks Festung Jechiʿam, wozu Wege und Erklärungstafeln erstellt wurden. Die Parkfläche misst 50 metrische Dunam. Mehrere Feldforschungen im Sommer 1990, 1991 und 1992 unter Schirmherrschaft des Committee for Medieval and Ottoman Architecture der British School of Archaeology in Jerusalem mit Beteiligten der Universitäten Edinburgh, Bamberg mündeten als Gemeinschaftsleistung in den bisher umfassendsten Bericht von Denys Pringle, Andrew Petersen, Caroline Singer und Martin Dow. Zwischen 1992 und 2014 war die Festung Gadin jeweils zu Sukkot der Schauplatz des Festival Renaissance. Neben den Musikdarbietungen im Zentrum des Festivals wurden auch Kunsthandwerk und Reenactments geboten. Musiker und Zuhörer der Konzerte in historischer Aufführungspraxis kleideten sich dabei oft in historische Kostüme.

## Burganlage

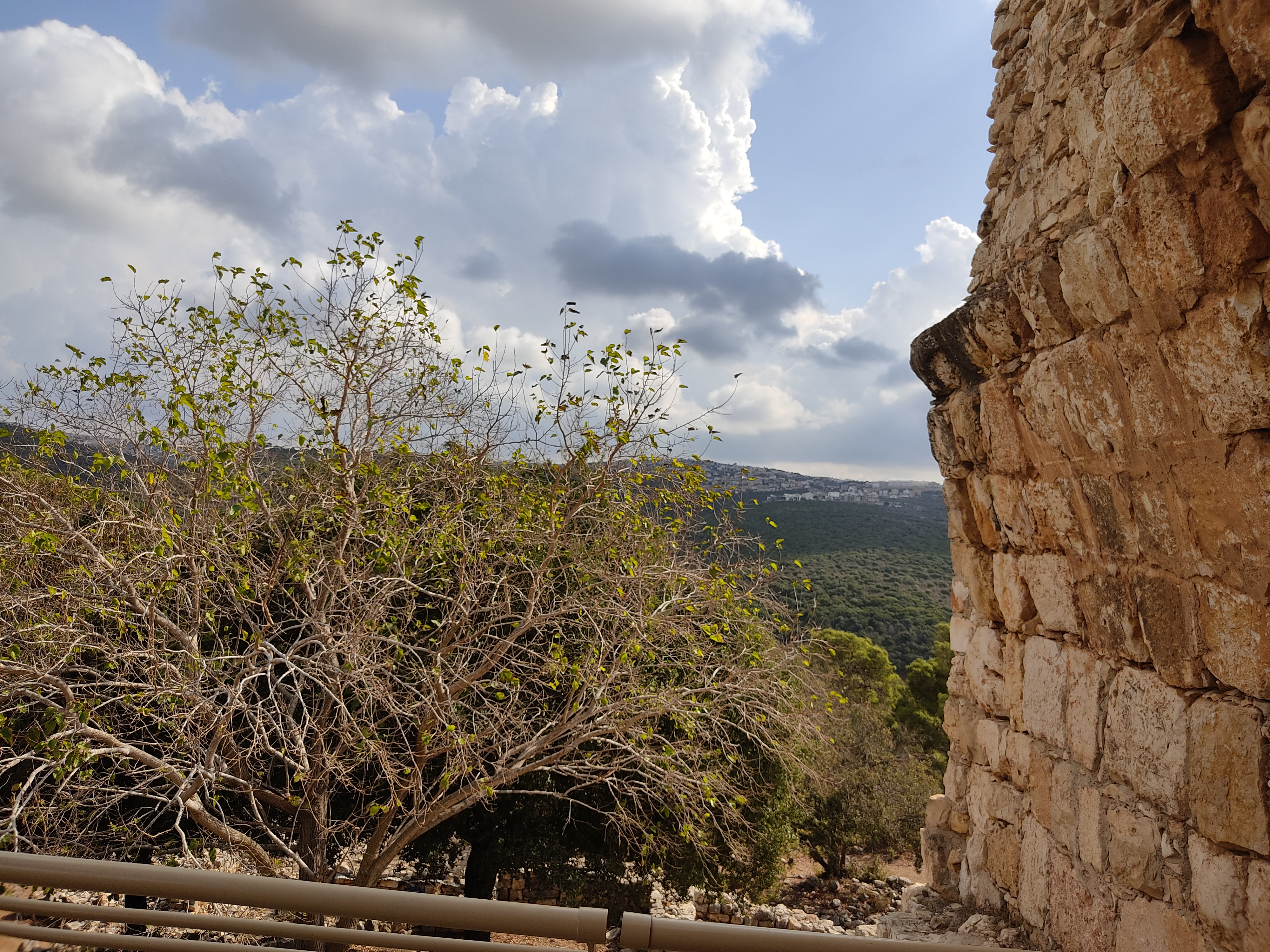
Turm A: Unscheinbare Reste eines Putzes, der regelmäßige Quaderung andeutet, 2020

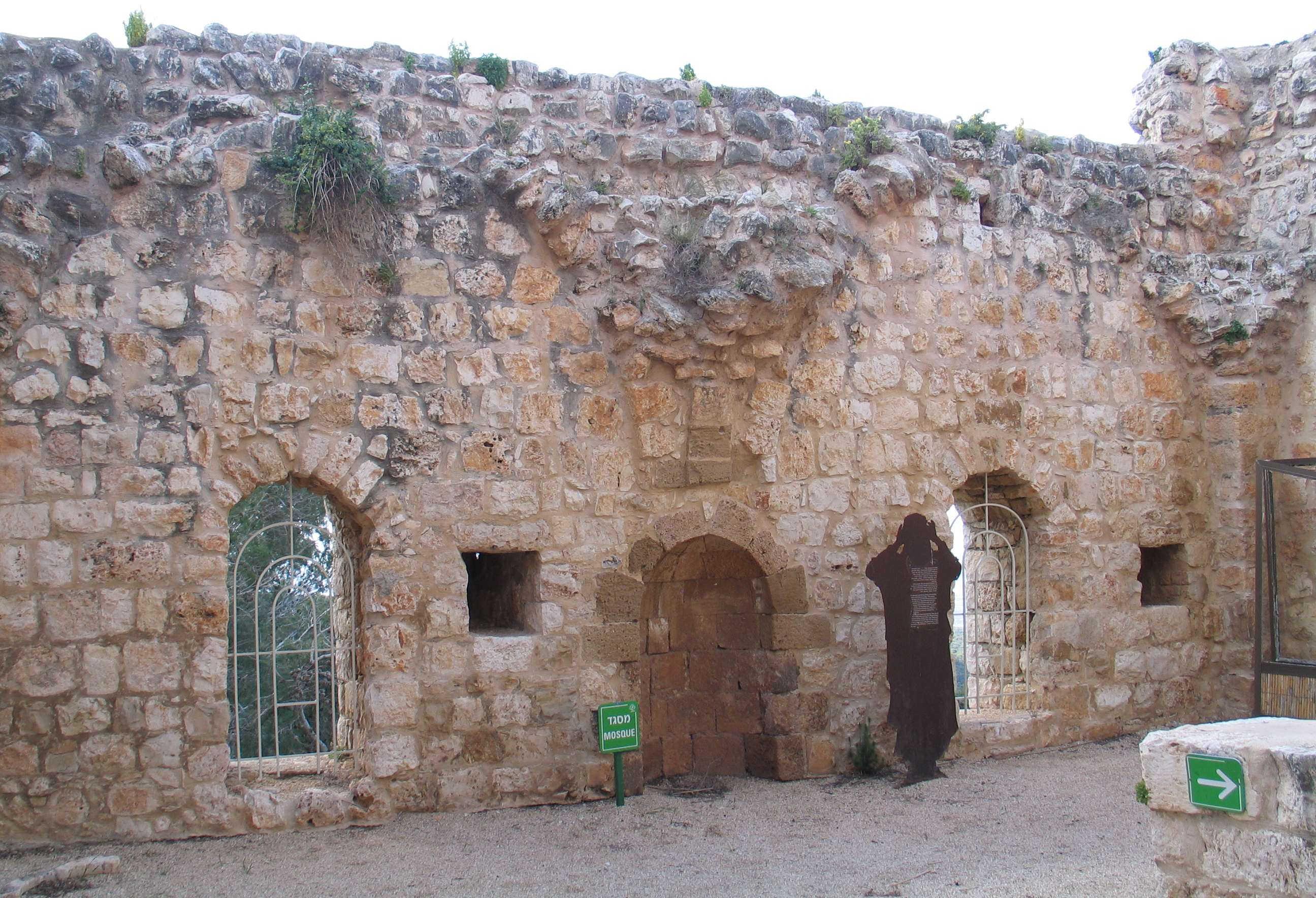
Südwand der Moschee mit Mihrab aus bräunlichem Kurkar-Stein, 2009

Die Festung Gadin (Judin) wurde wohl nach der Burg Montfort erbaut, denn die gut überlieferte Baudokumentation dieser 1226/1227 erbauten Anlage, bezieht sich nirgends auf Judin.:161 Die Burganlage befindet sich auf einem Bergsporn und erstreckt über 120 Meter von Ost nach West und 80 Meter in Nord-Süd-Richtung, wovon die Oberburg, die auf den Bau des Deutschen Ordens zurückgeht, 80 Meter auf 35 Meter einnimmt. Die untere Burg stammt aus dem 18. Jahrhundert. In Jechiʿam entdeckte byzantinische Spolien verzeichnet Ernest Tatham Richmond im Provisional Schedule of Historical sites and Monuments des Department of Antiquities for Palestine, wie ein Mosaik östlich von Turm A. In dessen südlicher Außenmauer findet sich ein eingemauerter Stein mit eingemeißeltem Tatzenkreuz in runder Einfassung, wie es zwischen spätem 5. und frühem 7. Jahrhundert typisch für Ostrom war. In der gleichen Wand findet sich auch ein Stein mit byzantinischer Inschrift auf Griechisch. Diese Spolien verweisen darauf, dass am Ort zu byzantinischen Zeiten Baulichkeiten bestanden, denn es ist unwahrscheinlich, dass sie von weiter weg herbeigeschleppt wurden.:160
Turm A weist keine Spuren osmanischer Reparaturen auf und blieb vermutlich seinerzeit Ruine.:156 Der Turm ist dreigeschossig angelegt und erreicht noch eine Höhe von 12,50 Metern von vermutlich einstigen 16 Metern, addiert man, was nach Zerstörung oben bis zur Höhe des Raums wie darunter noch fehlt.:139 Quadratisch im Grundriss messen die Außenmauern, deren Nord- und Ostseite eingestürzt sind, zwischen 3,5 und 5,3 Meter in der Dicke. Die Innenseiten der Turmmauern im ersten Stock weisen Reste eines Putzes auf,:23 der wie italienische cortina falsa gleichmäßige Quader andeutet.:139 Die schmalen Treppen, eingebaut in den massiven Mauern der Südwestecke von Turm A sind mit aus Bruchstein gesetzten Tonnen überwölbt.:141seq. Turm A beherbergte womöglich die Gemächer des Kastellans, worauf ein vermauertes repräsentatives Südfenster und Ansätze eines Balkons hinweisen wie ein Erkeraustritt privatimem Formats an der Südseite des Turms.:141 und 147

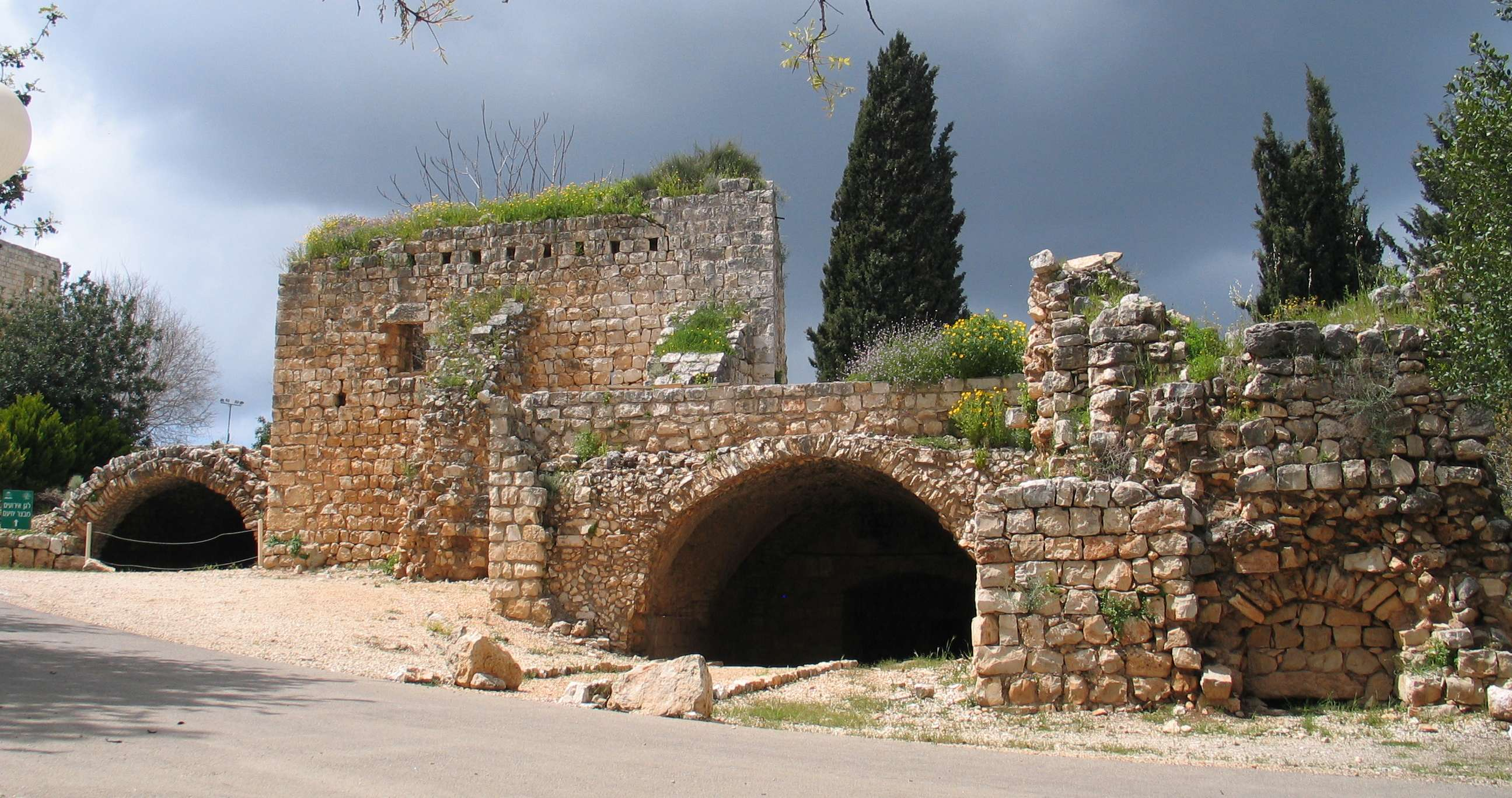
Spätosmanische Bögen an einem Deutschordensturm, 2009

Die Burg weist zwei massive quadratische Türme innerhalb einer hohen Umfassungsmauer auf und entspricht eher dem Grundriss zeitgenössischer Burgen mit zwei quadratischen Türmen im Rheinland als anderen Beispielen der Kreuzfahrerzeit. Vorbilder mit zwei die Eckpunkte der Burg dominierenden Türmen bieten die Burg Münzenberg (mit zwei runden Türmen) und Burg Frankenburg (mit einem quadratischen und einem runden). Quadratische Türme sind ein Markenzeichen weiterer Deutschordensburgen in der Levante. Typisch für einen Bergfried, und damit charakteristisch für diese genuine Deutschordensburg, ist, dass Turm A an der höchsten Stelle der Burganlage steht und, da auf einem Bergsporn gelegen, sich in Richtung der niveauähnlichen Fortsetzung des Berges (in diesem konkreten Fall ostwärts) zu höheren Lagen (hier Galiläas) orientiert.:113 Wegen des minder beschwerlichen Zugangs befindet sich bei deutschen Höhenburgen in solcher Lage das Haupttor meist zur Seite der niveauähnlichen Fortsetzung, so auch bei der Burg Judin, wo Turm A als Bergfried das Haupttor deckte, der Ausblick auf nahende Feinde bietet, als Ausgangspunkt für Ausfälle und letzte Zuflucht diente.:113 Vom heute vermauerten und verschütteten Osttor führt ein erhaltener Gang in den Turm A bis zur Türöffnung an dessen Westseite. Diese Türöffnung ist erhalten wie auch Ansätze der Tonnengewölbe über Parterre und erstem Stock, das oberste Geschoss weist Reste eines Kreuzgewölbes auf.:139

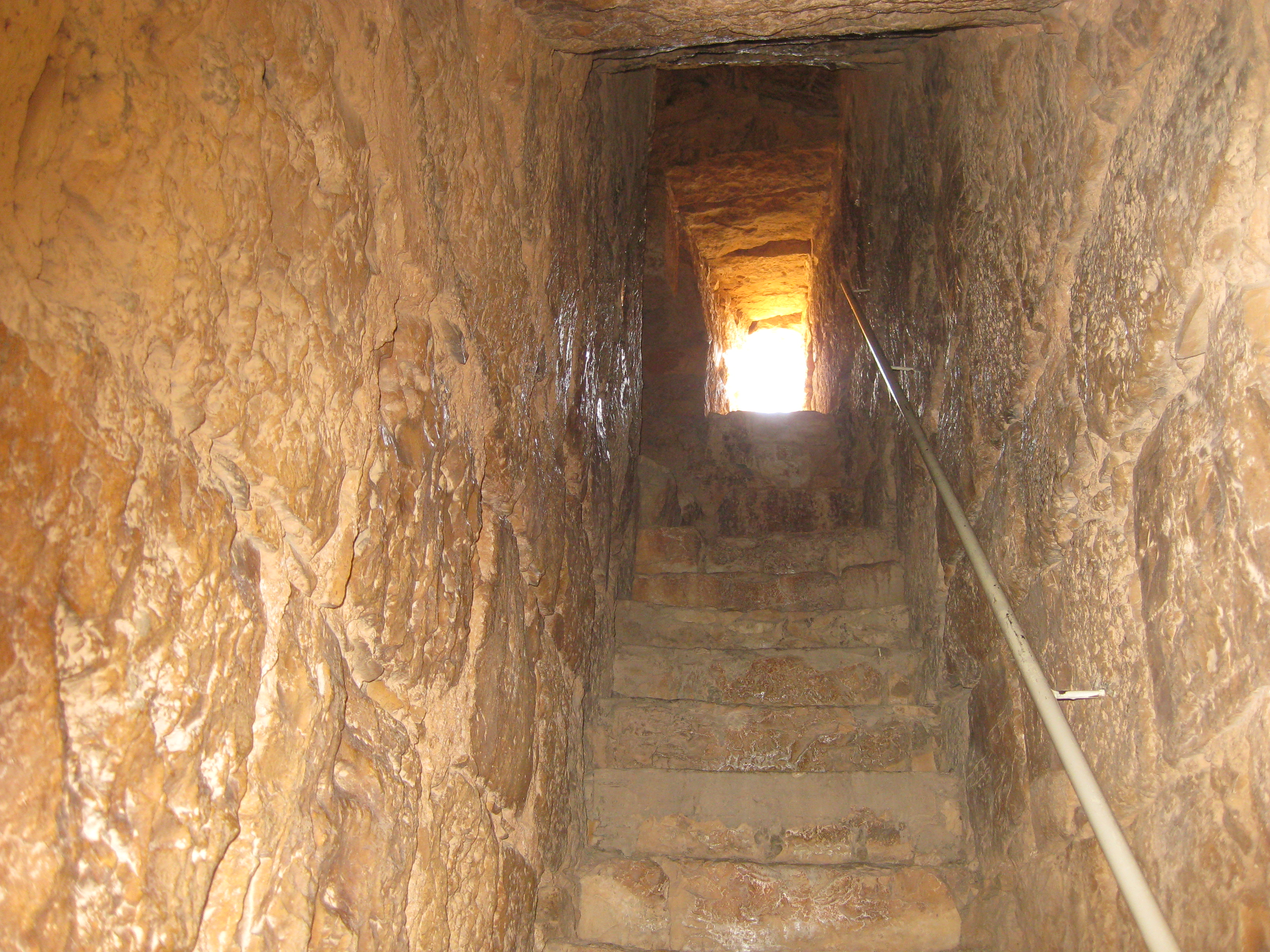
Treppe in Turm B, 2011

Der an einem etwas niederigeren Punkt stehende Turm B,:142 der noch 14 Meter hoch aufragt, misst 16,1 Meter im Quadrat mit Mauern von 2,1 bis 3,25 Metern Dicke, die sich nach oben hin auf 1,6 bis 2,1 Meter verjüngen.:144 Dieser Turm diente möglicherweise als Ritterquartier. Die im massiven Mauerwerk, außen aus 60 cm hohen behauenen Quadern unten und schmäleren (35 cm) weiter oben, integrierte Treppe ist erhalten und durch ein kleines quadratisches Fenster beleuchtet. Die Außenmauern von Turm B fehlen im Norden und Westen, dennoch ist zu erkennen, dass er ebenfalls drei Etagen zählte, wobei die oberste, jetzt zerstörte, in osmanischer Zeit erneuert worden war. Dreigeschossige Türme sind bei Kreuzfahrerburgen ungewöhnlich. Der Turm ist stark destabilisiert und weist Senkschäden auf, die Folge von Sprengungen durch Cezzâr Ahmed Pascha sein können, oder auch eines Erdbebens, wie etwa das Erdbeben in Galiläa 1837. Durch Trümmer und Anbauten ist der Turm im Parterre nicht mehr zugänglich.
Zwischen Turm A und Turm B erstreckt sich der ehemalige Burghof über 21 Meter Länge.:142 Der Burghof ist ummauert, außen in großen Quadern, innen in Bruchstein, im Norden und Südwesten bis zu zwölf Meter hoch erhalten.:153 Die Innenseiten waren mit Gewölbeansätzen, Gurtbögen und Streben verstärkt.:161 Die Mauern waren einst von hölzernen Wehrgängen gesäumt, worauf Konsolsteine an den Mauerinnenseiten verweisen.:153 Im Komplex der Ordensburg fanden sich bislang keine Spuren einer katholischen Burgkapelle, womöglich ist es in der kurzen Zeit seines Bestehens nie dazu gekommen, eine zu bauen, eine Ebene auf Gewölben im Burghof war vielleicht als Bauplatz der nie erbauten Kapelle vorgesehen. Der größte Teil des Hofes war mit heute eingestürzten Gewölben ausgefüllt, die Victor Guérin in den 1870er Jahren noch erhalten vorfand, sich von Turm zu Turm erstreckten und Unterkunft für die 20 bis 30 Deutschritter, die Söldner und Turkopolen sowie nichtkämpfende Dienstleute, darunter auch Frauen, boten.:110 und 112
Im 18. Jahrhundert wurde die Festung Gadin mit zwei äußeren Umfassungsmauern verstärkt und mit Wohngemächern und Wirtschaftsgebäuden für einen osmanischen Steuerpächter versehen. Die Burgbereiche aus den beiden Bauperioden trennt eine innere Mauer, von den Kreuzfahrern als nördliche Außenmauer mit großen Steinen errichtet, die Ẓahir al-ʿUmar nach Teilzerstörung der Mauerkrone 1272 mit kleineren Bausteinen wieder erhöhen ließ.:156 Südlich wurde an die mittelalterliche Burg eine Festungsmoschee angebaut. Die aus dem Mauerwerk hervortretenden Reste der Zwickel lassen erkennen, dass sie einst gewölbt war, die Kreuzgewölbe ihrer vier Joche ruhten auf einem Mittelpfeiler, dessen Sockel im Raum angedeutet ist. In der Südwand gen Jerusalem befindet sich der Mihrab, eingefasst in Kurkar (כּוּרְכָּר Kūrkar, arabisch كركار, DMG Kurkār;:158 eine in Israels Küstenstreifen verbreitete Art kalkhaltigen porösen Tuffs).

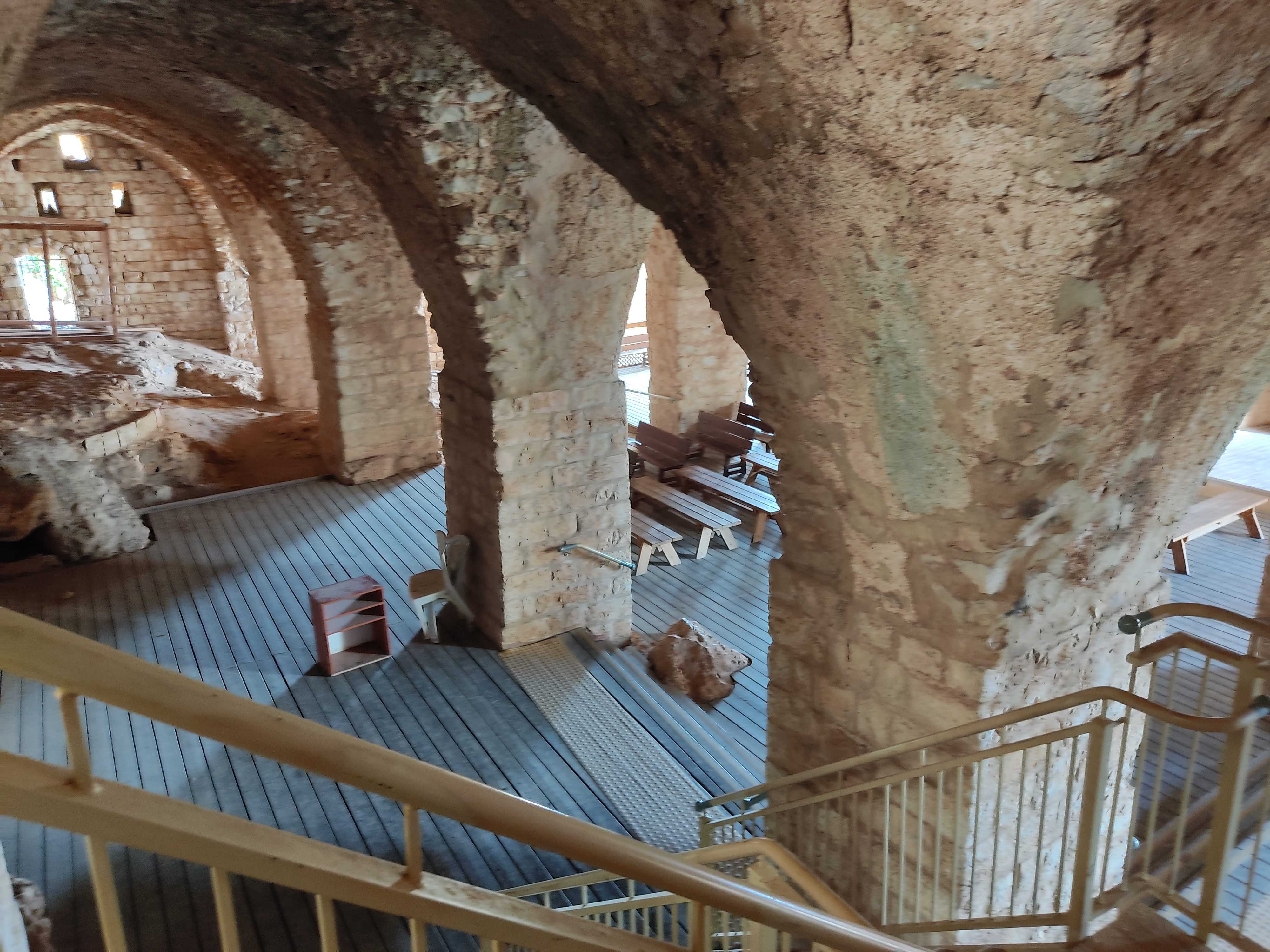
In der Gewölbehalle mit teils geebnetem Boden nun für Veranstaltungen genutzt, 2020

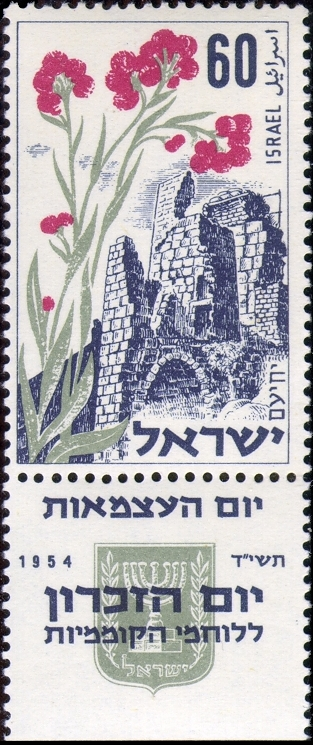
Festung Gadin auf einer Sondermarke von 1954

Im Westen wurde über seicht abfallendem unebenem Hanggelände eine Halle von 24 Gewölbejochen auf unterschiedlich langen Pfeilern erbaut, um für den neuen osmanischen Residenzbereich ein der mittelalterlichen Oberburg niveaugleiches Plateau vorzubauen. Das Plateau geht angesichts des dazu nötigen Aufwands eher auf die Zeit der erfolgreichen Wirtschaftspolitik Ẓahir al-ʿUmars zurück, als auf die bescheideneren Möglichkeiten aus Steuerpacht. Auf dem Plateau entstanden Räume und ein Hammam, gespeist aus Zisternen. Der intime Hammam für vielleicht ein bis zwei Badende weist einen gewissen Luxus aus, wie er für die Zeit Ẓahir al-ʿUmars und seines Sohnes ʿAli Ẓahir, des Burgherrn, wahrscheinlich ist.
Die äußeren Mauern, deren Reste, zwölf Meter hoch, noch an der nordwestlichen und südwestlichen Seite zu sehen sind,:25 wurden mit zwei halbrunden Türme bewehrt, einer davon deckt die verwinkelte Anlage des Nordtors:154 und ist die best erhaltene dieser Zeit im Heiligen Land, wobei ein vorgeschobener halbrunder Turm das Tor deckt, wie auch bei den Festungen in Dair Hanna, wo ʿAli Ẓahir vorher Burg- und Bauherr war, und jener in Tiberias, auf der ʿAlis ältester Bruder Schalibi (شليبي) saß. Die in osmanischer Zeit eingezogenen Schießscharten verbreitern sich nicht nach innen, sondern sind über die ganze Mauerdicke schmal, weshalb sie sich nur für die zu Ẓahir al-ʿUmars Zeit verbreiteten Langwaffen eignen.
Im Nordosten der Burg ʿAli Ẓahirs sind Spuren der Steinbauten der einst hier stationierten Sicherheitskräfte des Scheichs Ẓahirs al-ʿUmars nachweisbar, die Giovanni Mariti nach seinem Besuch 1761 noch intakt beschrieb. Cezzâr Pascha zerstörte sie 1775, weshalb Victor Guérin 100 Jahre später alles zerstört, ruiniert und überwuchert vorfand. Weiter außen verlaufende Mauern sind in Resten erhalten 13 bis 15 Meter hoch im Westen und neuerbaut im Osten 16 bis 18 Meter hoch.:153 Die auffälligen Aufbrüche der Gewölbehalle an Südwest- und Nordwestecke rühren wohl von der Absicht der Soldaten Cezzâr Paschas, ohne weitere mühevolle Zerstörungsakte den Bau durch Abbruch der Ecken zu destabilisieren und dessen allmählichen Einsturz herbeizuführen.

## Trivia
Anlässlich des Jom haSikkarons und der sechsten Wiederkehr des Jom haʿAtzmaʾut 1954 gab der Doʾar Jisraʾel (Post Israels) eine Briefmarke zum Gedenken der Belagerung Jechiʿams heraus, die die Burg Gadin zeigt.